# 大伴麟三
大伴 麟三（おおとも りんぞう、1907年10月20日 - 1944年12月9日）は、日本の映画監督、脚本家である。本名小島 武夫（こじま たけお）、大伴 龍三（おおとも りゅうぞう、新漢字表記大伴 竜三）とも名乗った。

## 来歴・人物
1907年（明治40年）10月20日、佐賀県杵島郡（現在の同県武雄市）に生まれる。
旧制・福岡県立中学明善校（現在の福岡県立明善高等学校）卒業後、帝国キネマ演芸に入社、古海卓二に助監督として師事する。
1927年（昭和2年）、20歳にして、奈良の市川右太衛門プロダクションあやめ池撮影所製作の市川右太衛門主演作『笑ふな金平 後篇』で監督としてデビュー、同作は同年9月15日に公開された。前篇にあたる『侠骨漢 笑ふな金平 前篇』の監督は押本七之助であったが、押本はすでにマキノ・プロダクション御室撮影所に移籍していた。間髪をおかず撮影、同年9月29日、10月7日に公開され、傑作と謳われた『狂血 前篇・後編』を含め、右太プロで年内に4本の監督作をものすが、年末に応召、戦地に赴く。兵役から明けて1929年（昭和4年）には2本、1931年（昭和6年）には1本、恩師の古海監督のためにオリジナル脚本を書いているが、監督作には5年のブランクが空くことになる。
1932年（昭和7年）、25歳のとき、監督として復帰した先は東活映画社であった。同社での金田繁との共同監督作、月形龍之介主演の『決戦荒神山』は、同年12月31日公開の宝塚キネマ配給の正月映画であった。翌1933年（昭和8年）1月5日、つまり前作の翌週公開の正月映画『乱刃筑波颪』から宝塚キネマで作品を8本発表したが、8月19日公開の仁科熊彦との共同監督作『風流やくざ節 前篇』（後篇は仁科のみクレジット）を最後に同社を去る。同年秋には大都映画に移籍、同年11月1日公開の『放浪旗本仁義』以降は量産の日々が始まる。1934年（昭和9年）より「竜三」名義となる。時期は不明であるが、脚本家の小沢不二夫（1912年 - 1966年）の妹・道子と結婚、小沢は義兄にあたり、小沢の妻で女優の市川弥生は義姉、小沢の長男である小澤公平、小沢の姉の子息である小説家・脚本家の本庄慧一郎（1932年 - ）は義理の甥、小沢の長女である水沢有美は姪にあたる。
1941年（昭和16年）に働き盛りの33歳でふたたび応召、赴任先で病に倒れ、1944年（昭和19年）12月9日に死去。満37歳没。2度の兵役により、正味わずか9年足らずの監督生活ではあったが、104本の作品を残す。大半が大都の剣戟映画であった。本庄慧一郎の指摘によれば、「『日本映画監督全集』には、大伴龍三は二度にわたって招集をうけたように記されているが、そのような事実はない」としている。

## フィルモグラフィ
特筆以外はすべて監督である。

### 右太プロ・宝塚キネマの時代
1927年 市川右太衛門プロダクションあやめ池撮影所
- 『笑ふな金平 後篇』 出演市川右太衛門、高堂国典
- 『狂血 前篇』原作：赤川与一郎、脚本古海卓二、撮影玉井正夫、出演市川右太衛門、稲葉操子、片岡童十郎、高堂国典、沢井三郎、五味国枝
- 『狂血 後篇』原作：赤川与一郎、脚本古海卓二、撮影玉井正夫、出演市川右太衛門、稲葉操子、片岡童十郎、高堂国典、沢井三郎、五味国枝
- 『天下無双の剣豪』撮影下村健二、出演市川右太衛門、川端繁、沢井三郎、高堂国典、中村栄子、市川芳之助（沢田清）

1928年
※兵役のため休業
1929年 - 1931年
- 『国聖大日蓮』脚本・監督：古海卓二、撮影玉井正夫、出演長尾栄進、高橋潤、高堂国典　※古海卓二プロダクション
- 『弥次喜多労働時代』原作・脚本：監督古海卓二、撮影玉井正夫、出演雲井三郎、大島敬輔、絹川澄江　※森本登良夫プロダクション
- 『攻防千里をゆく』原作・脚本：監督古海卓二、撮影大井幸三、出演市川右太衛門、大江美智子、高堂国典、旗平八郎、武井龍三、伊田兼美　※市川右太衛門プロダクション、配給松竹キネマ

1932年 監督復帰
- 『決戦荒神山』共同監督金田繁、原作・脚本小国狂二、撮影金森清太郎、主演月形龍之介、阿部九州男　※東活映画

1933年 宝塚キネマ
- 『乱刃筑波颪』原作・脚本三村伸太郎、撮影小柳京之介、主演阿部九州男、阪東太郎、阪東国太郎、都賀静子
- 『鞍馬獅子』原作・脚本島四朗、撮影小柳京之介、主演阿部九州男、都賀一司、松浦築枝、花柳加代子
- 『時雨の長脇差』原作・脚本松田海爾、撮影岩崎繁、主演阿部九州男、阪東太郎、松浦築枝、木下双葉、岡島艶子
- 『風流上州颪』原作波多賢治、脚本小原武朗、撮影金森清太郎、主演阿部九州男、都賀静子、木下双葉
- 『神変稲妻峠』原作・脚本波多賢治、撮影金森清太郎、主演阿部九州男、木下双葉
- 『謎の道化師』原作・脚本波多賢治、撮影金森清太郎、主演阿部九州男、原駒子
- 『巷説どくろ頭巾』共同監督仁科熊彦、原作・脚本波多賢治、撮影金森清太郎、主演阿部九州男、毛利峰子、木下双葉
- 『風流やくざ節 前篇』共同監督仁科熊彦、原作古田昂生、脚本藤野斉、撮影金森清太郎・平野好美、主演阿部九州男、毛利峰子、阪東太郎、岡島艶子

### 大都映画の時代
1933年 大都映画
- 『放浪旗本仁義』原作・脚本玉江竜児、撮影金森清太郎、主演阿部九州男、木下双葉、月宮乙女、雲井三郎　※大都映画
- 『仁義一本刀』原作・脚本水上譲太郎、撮影金森清太郎、主演阿部九州男、春水麗子、東竜子、梅若礼三郎

1934年 大都映画 「竜三」名義開始
- 『業平文治 第一篇』原作・脚本水上譲太郎、撮影金森清太郎、主演桂章太郎、青木実、雲井三郎、琴糸路
- 『業平文治 第二篇』原作・脚本水上譲太郎、撮影金森清太郎、主演桂章太郎、琴糸路、木下双葉、雲井三郎
- 『名金 天狗立山颪の巻』原作・脚本吉岡貞明、撮影笠間秀敏、主演阿部九州男、三城輝子、東竜子、木下双葉
- 『名金 江戸染女難の巻』原作・脚本吉岡貞明、撮影笠間秀敏、主演阿部九州男、三城輝子、東竜子、木下双葉
- 『護る影 前篇』原作：吉岡貞明、脚本小原武雄、撮影金森清太郎、主演阿部九州男、三城輝子、木下双葉、都健太郎　※第二篇監督は勝見正義
- 『兄弟からす』原作河合徳三郎、脚本小原武雄、撮影金森清太郎、主演阿部九州男、桂章太郎、佐久間妙子、木下双葉、春水麗子
- 『鉄仮面』原作・脚本小原武雄、撮影吉野馨治、主演桂章太郎、東竜子、三城輝子、横山文彦
- 『髭の伝五左辻往来』主演桂章太郎、東竜子、三城輝子、若月輝夫
- 『奇偶道中仁義』原作・脚本小原武雄、撮影金森清太郎、主演海江田譲二、月宮乙女、島田文郎、横山文彦
- 『与太者学第一課』原作東海道雲助、脚本小原武雄、撮影石川東橘、主演ハヤフサヒデト、琴路美津子、東竜子、小笠原隆

1935年 大都映画
- 『仇姿隠密道中』原作・脚本小原武雄、撮影吉野馨治、主演桂章太郎、三城輝子、遠山竜之助、相良伝三郎
- 『一番原決闘記』原作・脚本小原武雄、撮影笠間秀敏、主演尾上英次郎、琴糸路、東竜子、山吹徳二郎
- 『鶉の旅』原作・脚本小原武雄、撮影笠間秀敏、主演松山宗三郎、琴糸路、浮田勝三郎、三城輝子
- 『燃ゆる叫び 前篇』原作・脚本小原武雄、撮影笠間秀敏、主演松山宗三郎、東竜子、浮田勝三郎、久野あかね、青木実
- 『燃ゆる叫び 後篇』原作・脚本小原武雄、撮影笠間秀敏、主演松山宗三郎、久野あかね
- 『柳橋情話小花恋物語』原作・脚本河上敬、撮影富沢恒夫、主演琴糸路、島田文郎、南英三郎、田城映子　※琴糸路プロダクション、配給大都映画
- 『音讐やくざ節』原作・脚本小原武雄、撮影金森清太郎、主演松山宗三郎、近衛十四郎、東竜子、三城輝子、久松玉城、久野あかね
- 『長脇差子守唄』主演：海江田譲二、月宮乙女、市川幅十郎、飯塚小三郎
- 『御存知猿飛佐助 前篇』原作・脚本小原武雄、撮影笠間秀敏、主演松山宗三郎、三城輝子、大岡怪童、山吹徳二郎
- 『御存知猿飛佐助 後篇』原作・脚本小原武雄、撮影笠間秀敏、主演松山宗三郎、三城輝子、大岡怪童、山吹徳二郎、東條猛、水川八重子、浮田勝三郎
- 『弥之八愛憎仁義』原作・脚本小原武雄、撮影永貞次郎、主演松山宗三郎、久松玉城、大河百々代、三城輝子、浮田勝三郎
- 『浪人双六』原作・脚本小沢不二夫、撮影金森清太郎、主演松山宗三郎、三城輝子、水川八重子、阪東正二郎、青木実　※脚本家・小沢不二夫デビュー作
- 『三度笠なげ節道中』原作・脚本小原武雄、撮影金森清太郎、主演海江田譲二、月宮乙女、松村光夫、横山文彦、都健太郎、大山デブ子
- 『郊外の雑音』原作・脚本山田泉、撮影下村晴夫、主演松山宗三郎、三城輝子、伴淳三郎、大山デブ子、大岡怪童

1936年 大都映画
- 『潮に捨てる青春』原作・脚本早苗文子、撮影下村晴夫、主演松山宗三郎、伊達正、北見礼子、小笠原隆　※伊達正デビュー作
- 『お洒落判官』原作・脚本南郷亘、撮影金森利之、主演水島道太郎、東竜子、遠山竜之助、飯塚小三郎
- 『北時雨恋の旅笠』原作・脚本山田泉、撮影金森利之、主演近衛十四郎、水島道太郎、三城輝子、東竜子
- 『宮本武蔵』原作有田彰夫、脚本坂本竜、撮影金森利之、主演水島道太郎、三城輝子、水川八重子、浮田勝三郎
- 『やくざ女巡礼』原作・脚本小沢不二夫、撮影金森利之、主演松村光夫、三城輝子、水島道太郎、平塚泰子、雲井三郎
- 『かげらふ組始末記』原作・脚本小沢不二夫、撮影金森利之、主演松山宗三郎、三城輝子、五十川桂子、阪東正二郎
- 『女ターザン 山嶽魔女』原作・脚本小沢不二夫、撮影金森利之、主演三城輝子、東竜子、松山宗三郎、山吹徳二郎、横山文彦
- 『神変不知火冠者 前篇』原作・脚本小沢不二夫、撮影金森利之、主演三城輝子、松山宗三郎、東竜子、阪東正二郎、山吹徳二郎
- 『神変不知火冠者 後篇』原作・脚本小沢不二夫、撮影金森利之、主演三城輝子、松山宗三郎、東竜子、阪東正二郎、山吹徳二郎
- 『大江戸七不思議』原作・脚本小沢不二夫、撮影金森利之、主演三城輝子、松山宗三郎、相良武雄、大乗寺八郎、浮田勝三郎、大瀬恵二郎、東竜子、橘喜久子
- 『千代菊の失踪』原作・脚本小沢不二夫、撮影富沢恒夫、主演琴糸路、阪東正二郎、藤間林太郎、三城輝子
- 『勇肌仇討道中』原作・脚本坂本竜、撮影富沢恒夫、主演松山宗三郎、久松玉城、三城輝子、東竜子、松村光夫
- 『幽霊騎手 前篇』原作・脚本坂本竜、撮影広川朝次郎、主演東竜子、松山宗三郎、三城輝子
- 『てるてる天助 後篇』原作吉本三平、脚本有田彰夫、撮影富沢恒夫、主演大岡怪童、飯塚小三郎、東竜子、大山デブ子　※前篇監督は中島宝三
- 『やくざ祭り』原作・脚本坂本竜、撮影富沢恒夫、主演杉山昌三九、佐久間妙子、伊藤光三郎、遠山竜之助、木村天竜、松村光夫
- 『幽霊騎手 後篇』原作・脚本坂本竜、撮影広川朝次郎、主演松山宗三郎、三城輝子、東竜子、阪東正二郎

1937年 大都映画
- 『元禄三銃士』
- 『木やり唄一番纏』
- 『燃ゆる久寿玉 前篇』
- 『燃ゆる久寿玉 後篇』
- 『白馬の怪人 前篇』
- 『白馬の怪人 後篇』
- 『江戸みやげ源太郎笠』
- 『夜叉姫変化』
- 『後藤又兵衛』
- 『元禄からくり帳』
- 『影法師お江戸追放』
- 『巷説旗之助一家』
- 『三毛猫太平記』
- 『伊達姿女一代』
- 『伊奈節やくざ』監督・原作
- 『忍術百々地三太夫』

1938年 大都映画
- 『雲助出世街道』
- 『宮本武蔵』
- 『孝子五郎正宗』
- 『妖魔地獄』
- 『忍術巴合戦』
- 『幽霊頭巾』
- 『海峡を渡る』
- 『大前田英五郎』
- 『轟く天地』

1939年 大都映画
- 『紫電白頭巾』
- 『天下の御意見番』
- 『伊予噺刑部狸』
- 『帰って来た銀平』
- 『忍術千一夜』
- 『天下御免弥次喜多道中記 前篇』
- 『天界の魔王』
- 『天下の御指南番』
- 『薩南大評定 前篇』
- 『槍供養』
- 『薩南大評定 後篇』
- 『白妖姫』
- 『忍術水滸伝』

1940年 大都映画
- 『いろはの左近捕物帳第二話 夜光珠狂乱』
- 『隠密三国誌 前篇』
- 『花吹雪五十三次』
- 『娘馬子唄』
- 『親子鴉』
- 『天保水滸伝』
- 『卍巴近江八景』
- 『浪人酒場』
- 『女心誠忠録』
- 『千代鶴剣士』

1941年 大都映画
- 『時代の狼火』1941年
- 『重慶から来た男』1943年製作　※大映東京撮影所

## 註
1. 1 2 3 4 5  キネマ旬報社[1976年], p.82（竹中労）.
2. 1 2 3  本庄[2009], p.199.
3. 1 2  本庄[2009], p.11.
4. ↑  渡邉[2010], p.198.